# Świeszewo (Pokrzywnica)
Pour les articles homonymes, voir Świeszewo.
Świeszewo (prononciation : [ɕfjɛˈʂɛvɔ]) est un village polonais de la gmina de Pokrzywnica dans le powiat de Pułtusk de la voïvodie de Mazovie dans le centre-est de la Pologne.
Il se situe à environ 6 kilomètres à l'est de Pokrzywnica (siège de la gmina), 12 km au sud de Pułtusk (siège du powiat) et à 44 km au nord de Varsovie (capitale de la Pologne).
Le village compte approximativement une population de 45 habitants en 2009.

## Histoire
De 1975 à 1998, le village appartenait administrativement à la voïvodie de Ciechanów.